# Vitkovac (Kraljevo)
Vitkovac (cirill betűkkel Витковац) település Szerbiában, a Raškai körzet Kraljevoi községében.

## Népesség
- 1948-ban 1 156 lakosa volt.
- 1953-ban 1 212 lakosa volt.
- 1961-ben 1 201 lakosa volt.
- 1971-ben 1 165 lakosa volt.
- 1981-ben 1 132 lakosa volt.
- 1991-ben 1 008 lakosa volt.
- 2002-ben 831 lakosa volt, akik közül 830 szerb (99,87%) és 1 montenegrói.